# Cluviae
Cluviae est un site archéologique situé dans les Abruzzes, en Italie. Il se trouve dans le district de la commune des Abruzzes de Casoli, dans la province de Chieti, près du hameau de Piano Laroma,.

## Description
L'ancienne ville de Cluviae, construite sur le territoire des Caracènes, sur le site d'un village indigène fortifié, était un village mesurant 680 m avec un périmètre de 1 560 m. Si on la compare à l'ancienne Isernia (longueur 870 m et périmètre 2 000 m) et à l'ancienne Sulmona (longueur 450 m et périmètre 1 500 m), on se rend immédiatement compte qu'il s'agit d'un village de taille considérable et donc d'un « municipium romain » et non d'un simple "pagus" ou "vicus".

## Histoire
Grâce à Tite-Live, on sait que les Romains en 311 av. J.-C. avaient envoyé des troupes près de Cluviae pour empêcher les Étrusques, contre lesquels ils combattaient, de rejoindre les Samnites pour étendre leurs forces. À la tête de ces troupes se trouvait le consul Caius Junius Bulbucus Brutus, vaincu à plusieurs reprises juste près de Cluviae.
Les vestiges de cette ancienne ville, dont le développement urbain peut être daté du Ier siècle av. J.-C. jusqu'au milieu du siècle suivant, sont enterrés dans le quartier Piano Laroma de Casoli.